# Unirea, Călărași
Unirea là một xã thuộc hạt Călărași, România. Dân số thời điểm năm 2002 là 2994 người.